# Моррис, Льюис (1726—1798)
Льюис Моррис (англ. Lewis Morris; 8 апреля 1726 — 22 января 1798) — американский землевладелец, которому принадлежало поместье Моррисания на территории современного Бронкса, один из клана Нью-Йоркских Моррисов. Его брат Статс Моррис был генералом британской армии, а сводный брат Говернер Моррис был политиком и сенатором штата Нью-Йорк.
Моррис был членом Генеральной ассамблеи Нью-Йорка и членом Нью-Йоркского провинциального конгресса, который отправил его делегатом на Континентальный конгресс. На конгрессе он выступал за независимость колоний и подписал Декларацию Независимости США в июле 1776 года. В 1777 году стал сенатором штата Нью-Йорк. Входил к коллегию выборщиков во время выборов 1796 года, и голосовал за Адамса и Пинкни. Считается одним из отцов-основателей США.